# 1876
1876. је била преступна година.

## Догађаји

### Фебруар
- 27. фебруар — У Крагујевцу су избили радничке демонстрације Црвено барјаче након неуспеле смене радикалско-социјалистичке општинске управе.

### Март
- 7. март — Први разговор телефоном обавили су изумитељ телефона Александер Грејам Бел и његов сарадник Томас Вотсон.
- Битка на Дивину

### Мај
- 2. мај — У Бугарској је избио Априлски устанак против османске владавине.
- 30. мај — Збачен је османски султан Абдул Азиз, а на престо је ступио његов нећак султан Мурат V.

### Јун
- 16. јун — У Цетињу, после преговора вођених од октобра 1875. до фебруара 1876, потписан уговор о савезу Србије и Црне Горе против Османског царства.
- 25. јун — У бици код Литл Биг Хорна Сијукси под командом поглавице Лудог Коња су победили јединицу 7. коњичке дивизије генерала Џорџа Кастера.
- 30. јун — Србија и Црна Гора, у савезништву с Русијом, објавиле рат Османском царству.

### Јул
- 28. јул — У бици на Вучјем долу, код Билеће, Црногорци победили турску војску под командом Муктар-паше и нанели јој тешке губитке, око 4.000 мртвих и рањених и 310 заробљених.

### Август
- 2. август — У црногорско-турском рату Црногорци су у бици на Фундини, у Кучима, победили османску војску.

### Новембар
- 7. новембар — Након дуге расправе после председничких избора у САД, кандидат Републиканске странке, Радерфорд Б. Хејз, проглашен је победником над кандидатом Демократске странке, Самјуелом Тилденом.

### Децембар
- 23. децембар — Почела је Цариградска конференција о стању у Османском царству након избијања Херцеговачког и Априлског устанка.

## Рођења

### Јануар
- 5. јануар — Конрад Аденауер, немачки политичар (†1967)

### Март
- 26. март — Вилхелм од Вида, немачки кнез

### Мај
- 10. мај — Иван Цанкар, словеначки књижевник

### Јул
- 19. јул — Игнац Зајпел, аустријски политичар и свештеник. (†1932)

- 27. јул — Иван Сарић, српски бициклиста. (†1966)

### Август
- 5. август — Драгутин Димитријевић Апис, генералштабни пуковник војске Краљевине Србије. (†1917)
- 14. август — Александар Обреновић, краљ Србије (†1903)

## Смрти

### Јун
- 4. јун — Абдул Азиз, турски султан. (*1830)